# Timal
Timal (* 10. Juli 1997 in Saint-Denis; bürgerlich Ruben Louis) ist ein französischer Rapper.

## Karriere
Timal begann schon früh Texte zu schrieben und stand mit 14 Jahren das erste Mal im Aufnahmestudio. Zu seinen Einflüssen zählt er Pop Smoke, Gunna und Lil Baby.
Im April 2018 veröffentlichte er sein Debütalbum Trop chaud.
2022 erreichte er zusammen mit Gazo mit der Single Filtré Platz eins der französischen Charts.
Im gleichen Jahre geriet er in Kritik, als er ein Video online stellte, in dem er seinen Hund trat. Dies wurde von der Tierschutzorganisation Fondation 30 Millions d’Amis zur Anzeige gebracht und führte dazu, dass er diesen abgeben musste.

## Diskografie

### Alben
| Jahr | Titel Musiklabel                                          | Höchstplatzierung, Gesamtwochen, AuszeichnungChartplatzierungen (Jahr, Titel, Musiklabel, Platzierungen, Wochen, Auszeichnungen, Anmerkungen) | Höchstplatzierung, Gesamtwochen, AuszeichnungChartplatzierungen (Jahr, Titel, Musiklabel, Platzierungen, Wochen, Auszeichnungen, Anmerkungen) | Höchstplatzierung, Gesamtwochen, AuszeichnungChartplatzierungen (Jahr, Titel, Musiklabel, Platzierungen, Wochen, Auszeichnungen, Anmerkungen) | Anmerkungen                            | [↑]: gemeinsam behandelt mit vorhergehendem Eintrag; [←]: in beiden Charts platziert |
| Jahr | Titel Musiklabel                                          | FR | BEW | CH | Anmerkungen                            |                                                                                      |
| ---- | --------------------------------------------------------- | --- | --- | --- | -------------------------------------- | ------------------------------------------------------------------------------------ |
| 2018 | Trop chaud Daymolition (WMG)                              | FR2 ×2Doppelplatin · (98 Wo.)FR | BEW9 (33 Wo.)BEW | CH54 (1 Wo.)CH | Erstveröffentlichung: 27. April 2018   |                                                                                      |
| 2020 | Caliente Elektra Records (WMG)                            | FR2 ×2Doppelplatin · (143 Wo.)FR | BEW4 (47 Wo.)BEW | CH13 (4 Wo.)CH | Erstveröffentlichung: 28. Februar 2020 |                                                                                      |
| 2020 | Trop Caliente Elektra Records (WMG)[FR: ↑][BEW: ↑][CH: ↑] | FR2 ×2Doppelplatin · (143 Wo.)FR | BEW4 (47 Wo.)BEW | CH13 (4 Wo.)CH | Erstveröffentlichung: 16. Oktober 2020 |                                                                                      |
| 2021 | Arès Caliente Records                                     | FR2 Platin · (107 Wo.)FR | BEW5 (30 Wo.)BEW | CH6 (3 Wo.)CH | Erstveröffentlichung: 14. Oktober 2021 |                                                                                      |
| 2024 | Darvaza Caliente Records                                  | FR9 (12 Wo.)FR | BEW32 (3 Wo.)BEW | CH63 (1 Wo.)CH | Erstveröffentlichung: 17. Mai 2024 EP  |                                                                                      |
| 2025 | Ultimatum Caliente Records                                | FR9 (… Wo.)FR | BEW30 (… Wo.)BEW | CH63 (1 Wo.)CH | Erstveröffentlichung: 6. Februar 2025  |                                                                                      |

### Singles als Leadmusiker
| Jahr | Titel Album                         | Höchstplatzierung, Gesamtwochen, AuszeichnungChartplatzierungen (Jahr, Titel, Album, Platzierungen, Wochen, Auszeichnungen, Anmerkungen) | Höchstplatzierung, Gesamtwochen, AuszeichnungChartplatzierungen (Jahr, Titel, Album, Platzierungen, Wochen, Auszeichnungen, Anmerkungen) | Höchstplatzierung, Gesamtwochen, AuszeichnungChartplatzierungen (Jahr, Titel, Album, Platzierungen, Wochen, Auszeichnungen, Anmerkungen) | Anmerkungen                                                                  |
| Jahr | Titel Album                         | FR | BEW | CH | Anmerkungen                                                                  |
| --- | ----------------------------------- | --- | --- | --- | ---------------------------------------------------------------------------- |
| 2017 | Rapport n°5 –                       | FR120 (1 Wo.)FR | — | — | Erstveröffentlichung: 21. April 2017                                         |
| 2017 | Vatos –                             | FR49 Platin · (13 Wo.)FR | — | — | Erstveröffentlichung: 19. Juli 2017                                          |
| 2017 | La 6 –                              | FR91 (3 Wo.)FR | — | — | Erstveröffentlichung: 27. September 2017                                     |
| 2018 | La 7 (Jack Dani) –                  | FR151 (2 Wo.)FR | — | — | Erstveröffentlichung: 8. Januar 2018                                         |
| 2018 | La 8 (Chivas) –                     | FR54 (4 Wo.)FR | — | — | Erstveröffentlichung: 23. Februar 2018                                       |
| 2018 | Arrivant Trop chaud                 | FR28 Diamant · (26 Wo.)FR | — | — | Erstveröffentlichung: 23. März 2018                                          |
| 2018 | Dans la ville Trop chaud            | FR56 (6 Wo.)FR | — | — | Erstveröffentlichung: 13. April 2018                                         |
| 2018 | Flics & stups –                     | FR86 (2 Wo.)FR | — | — | Erstveröffentlichung: 10. August 2018                                        |
| 2018 | La 10 –                             | FR25 (3 Wo.)FR | — | — | Erstveröffentlichung: 12. Oktober 2018                                       |
| 2019 | Story –                             | FR101 (1 Wo.)FR | — | — | Erstveröffentlichung: 25. Januar 2019                                        |
| 2019 | La 11 –                             | FR51 (3 Wo.)FR | — | — | Erstveröffentlichung: 28. Juni 2019                                          |
| 2019 | Cavaler Caliente                    | FR20 Gold · (11 Wo.)FR | — | — | Erstveröffentlichung: 4. Oktober 2019                                        |
| 2019 | La 12 –                             | FR105 (3 Wo.)FR | — | — | Erstveröffentlichung: 29. November 2019                                      |
| 2020 | Routine Caliente                    | FR40 (8 Wo.)FR | — | — | Erstveröffentlichung: 24. Januar 2020                                        |
| 2020 | Week-end Caliente                   | FR16 Gold · (11 Wo.)FR | — | — | Erstveröffentlichung: 21. Februar 2020 feat. Leto                            |
| 2020 | RS3 Au clair de la rue, Part. 1     | FR63 (18 Wo.)FR | — | — | Erstveröffentlichung: 16. Juli 2020 mit Benab                                |
| 2020 | Gang Trop Caliente                  | FR45 (4 Wo.)FR | — | — | Erstveröffentlichung: 24. September 2020                                     |
| 2020 | Tir du Brazil Carbozo, Vol.1        | FR25 (2 Wo.)FR | — | — | Erstveröffentlichung: 11. Dezember 2020 Carbozo pres. Timal                  |
| 2021 | RS4 Au clair de la rue, Part. 2     | FR44 (12 Wo.)FR | — | — | Erstveröffentlichung: 29. Juli 2021 mit Benab & Kofs                         |
| 2021 | La 14 Arès                          | FR37 (6 Wo.)FR | — | — | Erstveröffentlichung: 19. August 2021                                        |
| 2021 | Fuego Arès                          | FR20 Gold · (6 Wo.)FR | — | — | Erstveröffentlichung: 30. September 2021                                     |
| 2022 | Filtré Arès                         | FR1 Diamant · (… Wo.)FR | BEW45 Gold · (5 Wo.)BEW | CH59 (3 Wo.)CH | Erstveröffentlichung: 10. Februar 2022 feat. Gazo                            |
| 2022 | La 15 (GSXR) Arès                   | FR36 (3 Wo.)FR | — | — | Erstveröffentlichung: 19. Mai 2022                                           |
| 2022 | Caméléon Arès                       | FR15 Gold · (9 Wo.)FR | — | — | Erstveröffentlichung: 25. August 2022 feat. Booba                            |
| 2023 | 760 –                               | FR138 (3 Wo.)FR | — | — | Erstveröffentlichung: 27. Juli 2023                                          |
| 2023 | La 16 –                             | FR105 (1 Wo.)FR | — | — | Erstveröffentlichung: 23. November 2023                                      |
| 2024 | RR Phantom Darvaza                  | FR18 Gold · (7 Wo.)FR | — | — | Erstveröffentlichung: 25. April 2024                                         |
| 2024 | Près du binks –                     | FR195 (1 Wo.)FR | — | — | Erstveröffentlichung: 14. Juni 2024 mit 77 degrés                            |
| 2024 | La 17 –                             | FR110 (2 Wo.)FR | — | — | Erstveröffentlichung: 19. September 2024                                     |
| 2024 | 77 degrés –                         | FR120 (2 Wo.)FR | — | — | Erstveröffentlichung: 25. September 2024 mit Uzi, RK, Isk, Sensey’ & Negrito |
| 2024 | RR Phantom Darvaza                  | FR18 (7 Wo.)FR | — | — | Erstveröffentlichung: 25. April 2024                                         |
| 2025 | 10 ans d’âge Ultimatum              | FR79 (2 Wo.)FR | — | — | Erstveröffentlichung: 9. Januar 2025 feat. Leto & Gradur                     |
| 2025 | Pétard neuf Ultimatum               | FR179 (1 Wo.)FR | — | — | Erstveröffentlichung: 23. Januar 2025                                        |
| Folgende Lieder erschienen nicht als Single, wurden aber durch das Album zum Download und Streaming bereitgestellt und konnten somit eine Platzierung erlangen: |                                     | | | |                                                                              |
| |                                     | | | |                                                                              |
| 2018 | Rien de nouveau Trop chaud          | FR49 (5 Wo.)FR | — | — |                                                                              |
| 2018 | La 9 (Ruinart) Trop chaud           | FR55 Gold · (5 Wo.)FR | — | — |                                                                              |
| 2018 | Cartel Trop chaud                   | FR66 Platin · (7 Wo.)FR | — | — | feat. Meryl                                                                  |
| 2018 | Maria Trop chaud                    | FR69 Platin · (20 Wo.)FR | — | — |                                                                              |
| 2018 | Du rire aux larmes Trop chaud       | FR85 (2 Wo.)FR | — | — |                                                                              |
| 2018 | Timal Trop chaud                    | FR87 (2 Wo.)FR | — | — |                                                                              |
| 2018 | Lyca Trop chaud                     | FR89 (2 Wo.)FR | — | — |                                                                              |
| 2018 | Pirate Trop chaud                   | FR96 (3 Wo.)FR | — | — |                                                                              |
| 2018 | Magma Trop chaud                    | FR99 (2 Wo.)FR | — | — |                                                                              |
| 2018 | Je sais Trop chaud                  | FR104 (2 Wo.)FR | — | — |                                                                              |
| 2018 | La zone Trop chaud                  | FR124 (1 Wo.)FR | — | — |                                                                              |
| 2018 | Suarez Trop chaud                   | FR129 (1 Wo.)FR | — | — |                                                                              |
| 2018 | Trop chaud                          | FR158 (1 Wo.)FR | — | — |                                                                              |
| 2020 | Ailleurs Caliente                   | FR7 Diamant · (26 Wo.)FR | — | — | feat. Maes                                                                   |
| 2020 | Promis Caliente                     | FR17 Gold · (4 Wo.)FR | — | — | feat. PLK                                                                    |
| 2020 | La 13 Caliente                      | FR26 Gold · (3 Wo.)FR | — | — |                                                                              |
| 2020 | Copilote Caliente                   | FR32 Platin · (3 Wo.)FR | — | — |                                                                              |
| 2020 | Disponible Caliente                 | FR34 (3 Wo.)FR | — | — |                                                                              |
| 2020 | Le temps passe Caliente             | FR49 (2 Wo.)FR | — | — |                                                                              |
| 2020 | Caliente                            | FR50 (2 Wo.)FR | — | — |                                                                              |
| 2020 | Tu me connais Caliente              | FR55 Gold · (3 Wo.)FR | — | — |                                                                              |
| 2020 | Sale Caliente                       | FR58 (2 Wo.)FR | — | — |                                                                              |
| 2020 | Souvenirs Caliente                  | FR59 (1 Wo.)FR | — | — |                                                                              |
| 2020 | Vida Caliente                       | FR61 (1 Wo.)FR | — | — |                                                                              |
| 2020 | Jour de paye Caliente               | FR63 (1 Wo.)FR | — | — |                                                                              |
| 2020 | TBA Caliente                        | FR70 (1 Wo.)FR | — | — |                                                                              |
| 2020 | La maille Caliente                  | FR91 (1 Wo.)FR | — | — |                                                                              |
| 2020 | Charbonner Caliente (Bonus Version) | FR128 (2 Wo.)FR | — | — |                                                                              |
| 2020 | Comme Pablo Trop Caliente           | FR140 (1 Wo.)FR | — | — |                                                                              |
| 2021 | Bresom Art de Rue (Sampler)         | FR131 (3 Wo.)FR | — | — |                                                                              |
| 2021 | La beu beu Arès                     | FR18 Gold · (7 Wo.)FR | — | — | feat. Jul                                                                    |
| 2021 | Bruce Wayne Arès                    | FR22 (3 Wo.)FR | — | — | feat. Heuss l’Enfoiré                                                        |
| 2021 | Le son de ma rue Arès               | FR34 (3 Wo.)FR | — | — |                                                                              |
| 2021 | One Shot Arès                       | FR35 (2 Wo.)FR | — | — |                                                                              |
| 2021 | Interlude Arès                      | FR49 (2 Wo.)FR | — | — |                                                                              |
| 2021 | Jeunes et ambitieux Arès            | FR52 (2 Wo.)FR | — | — |                                                                              |
| 2021 | Nos vies Arès                       | FR53 (2 Wo.)FR | — | — | feat. Morad                                                                  |
| 2021 | Petit bateau Arès                   | FR56 (2 Wo.)FR | — | — |                                                                              |
| 2021 | Notif Arès                          | FR57 (2 Wo.)FR | — | — |                                                                              |
| 2021 | Sales idées Arès                    | FR62 (1 Wo.)FR | — | — |                                                                              |
| 2021 | Navré Arès                          | FR77 (1 Wo.)FR | — | — |                                                                              |
| 2021 | YSL Arès                            | FR89 (1 Wo.)FR | — | — |                                                                              |
| 2021 | Roulette russe Arès                 | FR90 (1 Wo.)FR | — | — |                                                                              |
| 2021 | La popo Arès                        | FR105 (1 Wo.)FR | — | — |                                                                              |
| 2024 | Ounahi Darvaza                      | FR55 (4 Wo.)FR | — | — |                                                                              |
| 2024 | Glock 9 Darvaza                     | FR111 (1 Wo.)FR | — | — |                                                                              |
| 2024 | Paris Darvaza                       | FR128 (1 Wo.)FR | — | — |                                                                              |
| 2024 | Enzo Darvaza                        | FR136 (1 Wo.)FR | — | — |                                                                              |
| 2024 | Piste brouillée Darvaza             | FR149 (1 Wo.)FR | — | — |                                                                              |
| 2025 | Daytona Ultimatum                   | FR47 (2 Wo.)FR | — | — | feat. SDM                                                                    |

Weitere Singles
- 2016: Rapport n°3
- 2016: Rapport n°4
- 2017: Rapport n°6

### Singles als Gastmusiker
| Jahr | Titel Album                    | Höchstplatzierung, Gesamtwochen, AuszeichnungChartsChartplatzierungen (Jahr, Titel, Album, Platzierungen, Wochen, Auszeichnungen, Anmerkungen) | Anmerkungen                                                       |
| Jahr | Titel Album                    | FR | Anmerkungen                                                       |
| --- | ------------------------------ | --- | ----------------------------------------------------------------- |
| 2018 | Pas pareil Nyx & Erèbe         | FR113 (3 Wo.)FR | Erstveröffentlichung: 4. Oktober 2018 YL feat. Timal              |
| 2019 | Overdose O.D                   | FR159 (1 Wo.)FR | Erstveröffentlichung: 19. Januar 2019 Badjer feat. Boumso & Timal |
| 2022 | T’abuses Meilleur qu’hier      | FR31 (3 Wo.)FR | Erstveröffentlichung: 22. März 2022 Uzi feat. Timal & Isk         |
| 2022 | Frenches –                     | FR88 (3 Wo.)FR | Erstveröffentlichung: 15. Juli 2022 Digga D feat. Timal           |
| 2023 | Safari Caméléon+               | FR108 (1 Wo.)FR | Erstveröffentlichung: 19. Januar 2023 Zkr feat. Timal             |
| Folgende Lieder erschienen nicht als Single, wurden aber durch das Album zum Download und Streaming bereitgestellt und konnten somit eine Platzierung erlangen: |                                | |                                                                   |
| |                                | |                                                                   |
| 2019 | Toute l’année Mental           | FR16 Platin · (10 Wo.)FR | PLK feat. Timal                                                   |
| 2020 | La vie de rêve Heartbreak Life | FR86 (2 Wo.)FR | Kaza feat. Boumso & Timal                                         |
| 2021 | Cramé En Passant Pécho B.O     | FR124 (1 Wo.)FR | Kore feat. Timal                                                  |
| 2022 | Fast Life Larosh               | FR158 (1 Wo.)FR | Captaine Roshi feat. Timal                                        |
| 2022 | Laisse tomber Racines          | FR68 (6 Wo.)FR | Isk feat. Timal                                                   |
| 2023 | RS5 Drapeau Blanc              | FR62 (1 Wo.)FR | Benab feat. Timal                                                 |